# Tri-Rail
Il Tri-Rail è il servizio ferroviario suburbano che collega Miami, Fort Lauderdale e West Palm Beach all'interno dell'area metropolitana di Miami. Il servizio si compone di una sola linea lunga 114,1 km con 18 stazioni ed è gestito dall'azienda Transdev per conto della South Florida Regional Transportation Authority.
Il servizio venne attivato il 9 gennaio 1989, all'epoca limitato tra le stazioni di West Palm Beach e Hialeah. Nel 1998 la linea venne estesa a nord fino a Mangonia Park e a sud fino a Miami Airport, assumendo l'attuale configurazione.

## Il servizio
Il servizio è attivo sette giorni su sette. Dal lunedì al venerdì le frequenze variano tra i 30 minuti e i 15 minuti, per un totale di 50 corse; nei fine settimana il servizio è invece ridotto a 30 corse con una frequenza costante di 60 minuti.